# Phare de Wilson Avenue Crib
Le phare de Wilson Avenue Crib (en anglais : Wilson Avenue Crib Light), est un phare privé situé à environ 5 km au large du front de mer de Chicago sur le lac Michigan dans l'État de Illinois, aux États-Unis.

## Historique
La ville de Chicago, après avoir tiré son eau potable de la rivière Chicago qui est devenu très pollué, a dû créer une prise d'eau potable dans le lac. En 1918, un phare a été installé sur celui-ci qui est la prise d'eau la plus septentrionale des quelques prises d'eau existantes. Ce phare est géré par le Département de gestion de l'eau de Chicago 

## Description
Le phare  est une tour cylindrique  de 14 m de haut, avec galerie et lanterne. Celle-ci est montée au centre d'une structure circulaire en granit protégeant un puits de récupération d'eau relié par un tunnel immergé à une station de pompage sur le rivage.
Il émet, à une hauteur focale de 21 m, une lumière blanche à clignotement rapide chaque seconde. Sa portée n'est pas connue. Il est équipé d'une corne de brume émettant deux souffles toutes les 20 secondes, en cas de mauvaise visibilité.
Identifiant : ARLHS : USA-1134 ; USCG :  7-20135 .

Le phare en 1924
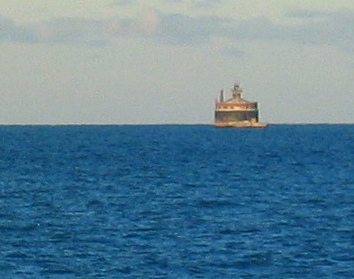
Le phare maintenant

### Lien connexe
- Liste des phares de l'Illinois